# 矢野川
矢野川（やのがわ）は、広島県広島市安芸区（旧矢野町）を流れ広島湾に注ぐ二級水系の本流。

## 地理
広島市安芸区南部の絵下山に源を発し、ほぼ広島県道34号矢野安浦線に沿って北に流れ、海田湾（広島湾）に注ぐ。流路延長3.2km、流域面積5.7km2。
汽水域は、国道31号の橋（矢野川橋）の辺りから。

### 土地利用
かつて耕地や草地であった山麓の傾斜地は、昭和50年代までに住宅地化されている。矢野川流域では、過去より幾多と土石流災害が発生しており（後述）、自然と人間との間の余裕やバランスが崩れた時に災害が発生すると過去の矢野町史では指摘している。

## 災害
矢野川流域内は、過去に多数の土砂災害が発生している。
- 1907年（明治40年）7月15日 - 集中豪雨により土石流が発生。死者64人、負傷者62人、家屋の流失損壊152棟。
- 1923年（大正12年）7月12日 - 土石流災害が発生。死者5人、家屋流失16棟、半壊9棟。
- 1945年（昭和20年）9月17日 - 枕崎台風による豪雨。家屋流出5棟、半壊60棟。
- 2018年（平成30年）7月 - 平成30年7月豪雨により山腹崩壊、土石流が発生。死者12人。家屋全壊、半壊多数[3]。

## 並行する交通

### 道路
- 広島県道34号矢野安浦線

## 流域の観光地など
- 深山の滝（みやまのたき）…キャンプ場もある。
- 矢野公民館